# سیائو هو
سیائو هو (انگلیسی: Hsiao Ho؛ زادهٔ ۱ ژانویهٔ ۱۹۵۸) بازیگر، رزمی‌کار، طراح حرکات آکروباتیک و صحنه‌های اکشن و بدل‌کار اهل هنگ کنگ است.
از فیلم‌ها یا مجموعه‌های تلویزیونی که وی در آن‌ها نقش داشته‌است، می‌توان به میمون آهنی اشاره نمود.